# Nur rdzawoszyi
Nur rdzawoszyi (Gavia stellata) – gatunek dużego, wędrownego ptaka wodnego z rodziny nurów (Gaviidae). Występuje w północnej Holarktyce. Nie wyróżnia się podgatunków. Nie jest zagrożony wyginięciem.

## Występowanie
Gniazduje na północnych skrajach Eurazji i Ameryki Północnej. Większość terenów lęgowych rozciąga się na północ od równoleżnika 50°N. W Europie spotykany na Islandii, w północnej części Wysp Brytyjskich, w Skandynawii i Syberii. Zimuje głównie wzdłuż północnych wybrzeży Oceanu Atlantyckiego, Oceanu Spokojnego, na Wielkich Jeziorach oraz u wybrzeży mórz – Czarnego, Kaspijskiego i Śródziemnego.
W Polsce pojawia się nielicznie, ale regularnie na przelotach u wybrzeży Bałtyku (marzec–kwiecień i wrzesień–grudzień), głównie w małych grupach. Bardzo nieliczne osobniki zimują. Pojedyncze nury widuje się czasem w głębi lądu.

## Charakterystyka

### Cechy gatunku
Upierzenie – szarobrązowy wierzch ciała, zimą pokryty białymi plamkami, spód biały. W upierzeniu godowym głowa o płaskim czole i szyja barwy popielatej, a gardło rdzawe (choć z daleka wygląda jak prawie czarne). W szacie spoczynkowej z białą szyją po bokach i oczami otoczonymi białą obwódką, jest jaśniejszy od nura czarnoszyjego. Cienki dziób jest charakterystycznie lekko zadarty do góry. To najmniejszy z nurów, tylko nieco większy od kaczki krzyżówki czy perkoza dwuczubego. Zrywa się do lotu lżej od pozostałych. Często i długo nurkuje. Lata z szyją wyciągniętą do przodu i nieco poniżej linii grzbietu.

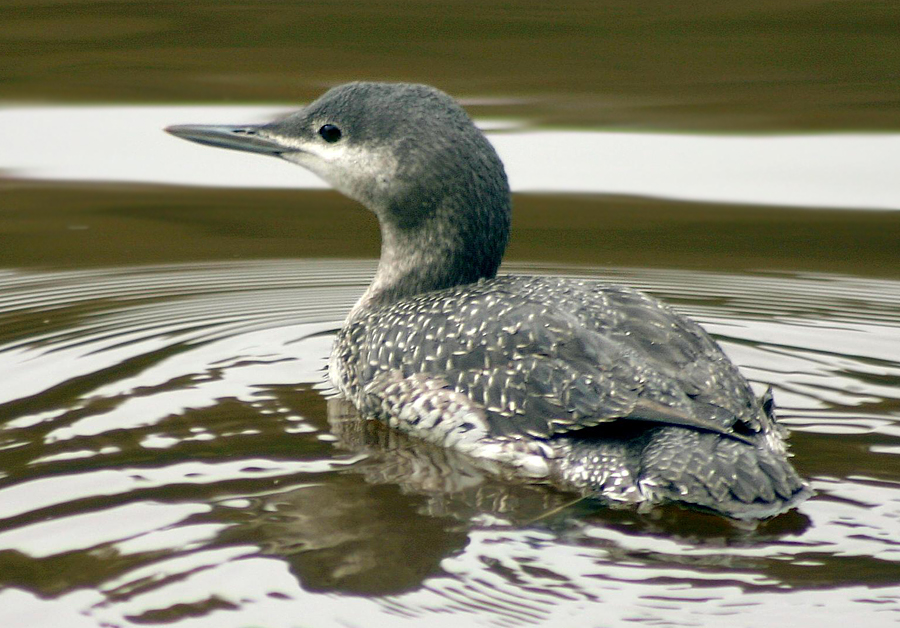
Osobnik młodociany

### Głos
Jego obecność na lęgowisku zdradza gardłowe „kwak”, a w czasie godów szybkie, powtarzające się dźwięki kończą się żałosnym kwileniem.

### Wymiary średnie
- długość ciała: 53–69 cm[7][8]
  - długość czaszki (wraz z dziobem): około 12,5 cm[9]
  - długość dzioba: około 7,3 cm[9]
- rozpiętość skrzydeł: 106–116 cm[7][8]
- masa ciała: 988–2460 g[7][10]

## Biotop
Gnieździ się od wybrzeży po góry, nad małymi stojącymi wodami śródlądowymi – na przykład jeziorami, zbiornikami zaporowymi, stawami hodowlanymi, na wyspach i brzegach rzek. Zimuje na otwartych wodach wzdłuż wybrzeży morskich.

## Okres lęgowy

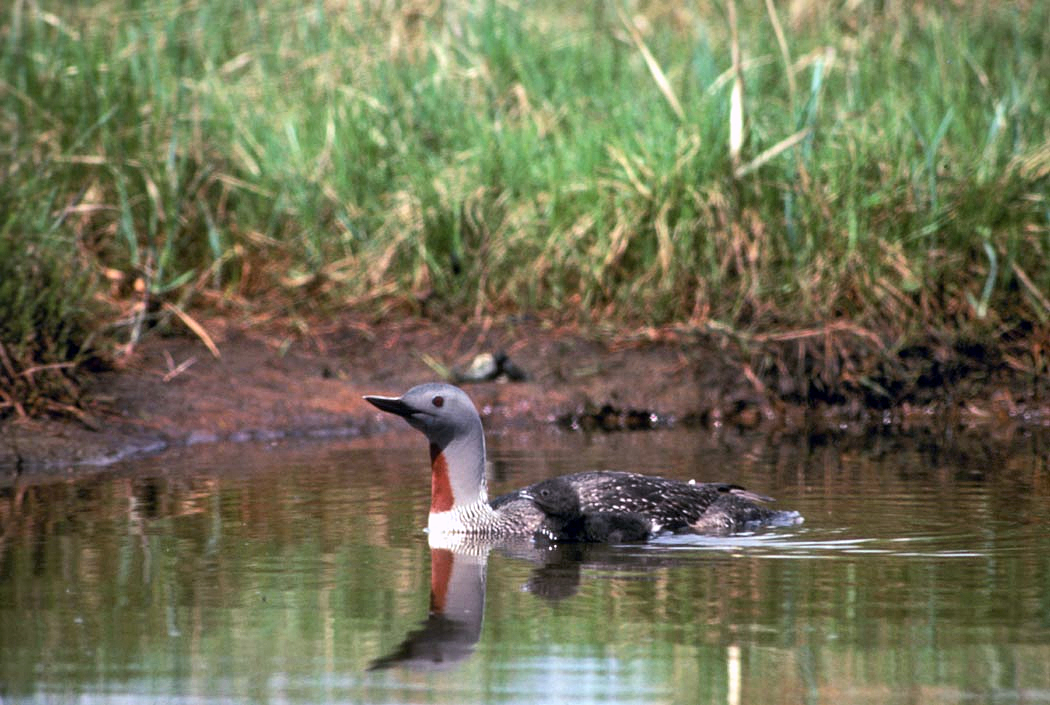
Nur rdzawoszyi z pisklęciem

### Toki
Przylatuje na lęgowiska parami, po czym od razu rozpoczynają się toki (okres w południowej części zasięgu trwa w maju i czerwcu, w północnej rozpoczyna się wiosną, zależnie od panujących warunków). Pływa wtedy szybko z zadartą głową i wypiętą piersią. Nawet w czasie godów zarówno samiec i samica mają to samo upierzenie, choć na piersiach mają wtedy trójkątne czarnobrązowe plamy z białymi cętkami.

### Gniazdo
Zbudowane z roślinności wodnej, wysłane mchem, torfem lub trawą, ulokowane na podmokłych terenach wśród zarośli. W przeciwieństwie do nura czarnoszyjego wybiera małe zbiorniki wodne – do 0,8 ha, niekiedy większe (do 1,5 ha). Miejsca lęgowe mogą być wykorzystywane w następnym roku. Terytoria obejmują kilka położonych blisko siebie małych zbiorników, nie wszystkie bywają wykorzystywane jako miejsca gniazdowania.

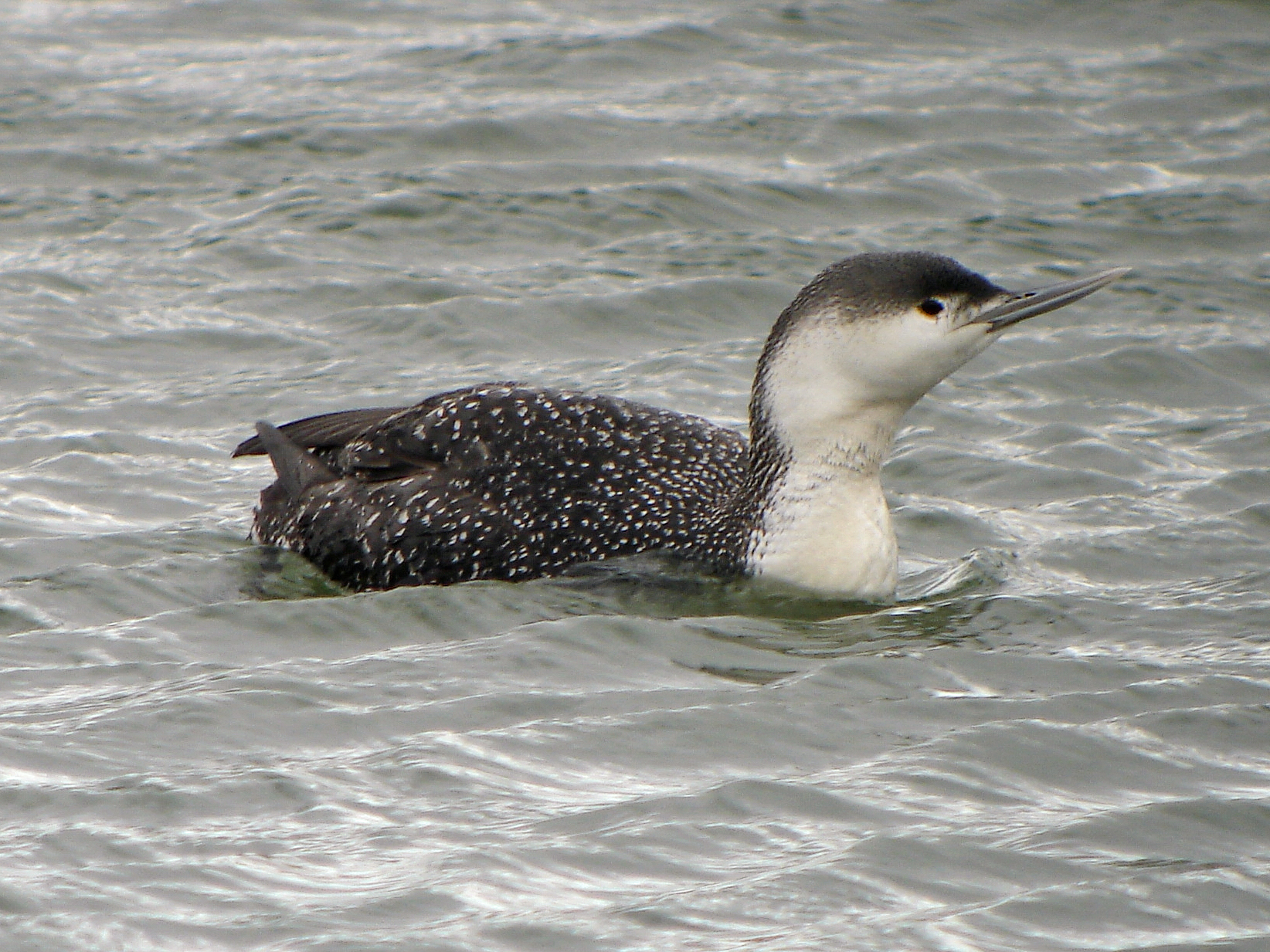
Ptak dorosły w szacie spoczynkowej z charakterystycznym cętkowaniem na grzbiecie

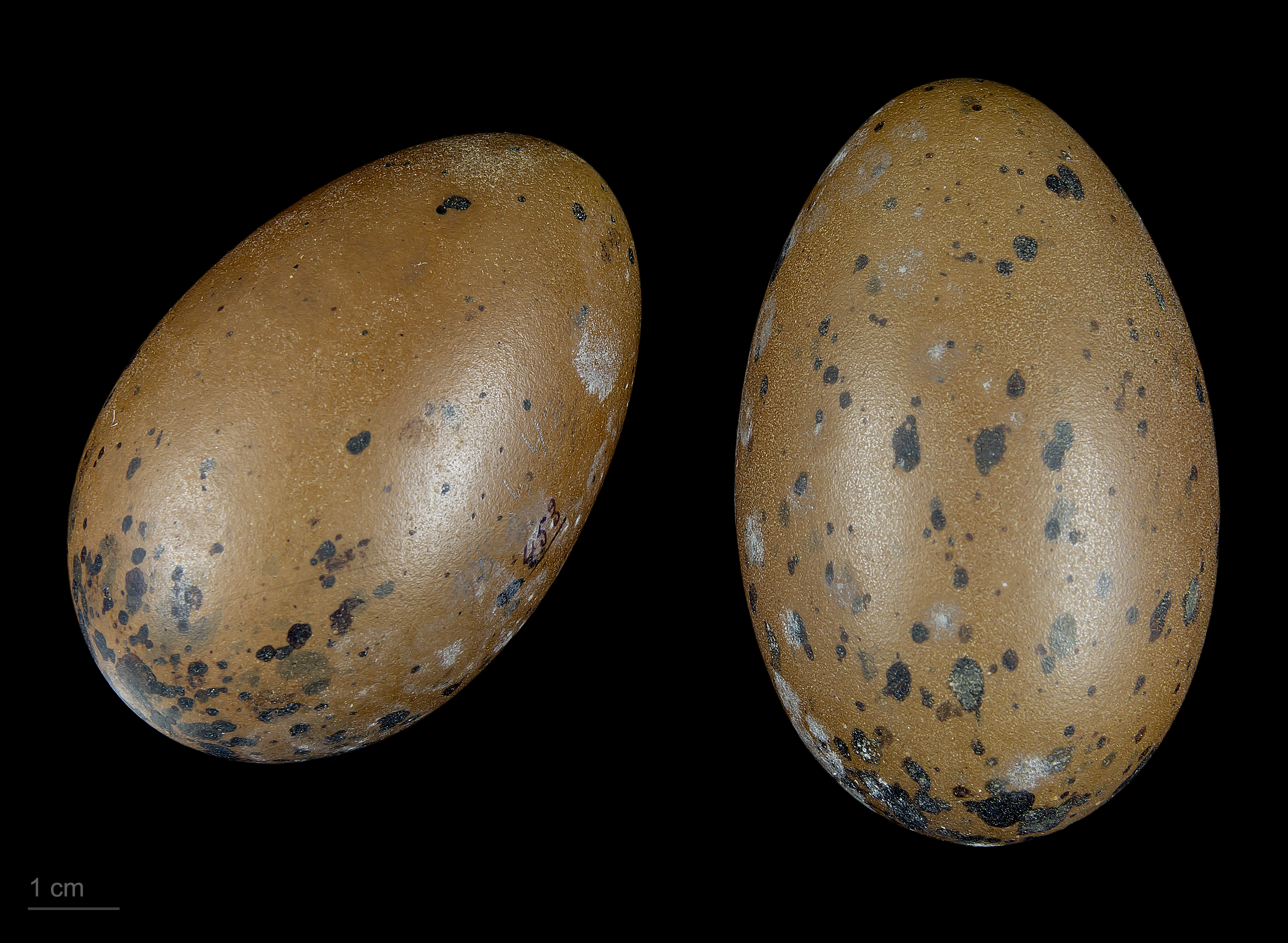
Jaja z kolekcji muzealnej

### Jaja
Samica składa 1–3 (najczęściej 2) jaja w odstępach około 24-godzinnych.

### Wysiadywanie i dorastanie
Jaja wysiadują oboje rodzice, przy czym samica dłużej. Pisklęta wykluwają się po 27 dniach, a już po 10–12 godzinach opuszczają gniazdo i towarzyszą rodzicom w żerowaniu. Oboje rodzice opiekują się młodymi, jednak samica zajmuje się głównie zdobywaniem dla nich pokarmu, zaś samiec – obroną terytorium. Przez pierwsze dwa tygodnie życia przynajmniej jeden z rodziców strzeże piskląt. Początkowo są żywione małymi mięczakami, owadami wodnymi i skorupiakami, potem małymi rybkami. Pisklęta są nieco bardziej brązowe na grzbiecie, ale ogólnie nie różnią się znacznie od dorosłych. Zdarza się, że rodzice wożą je na grzbiecie. Młode usamodzielniają się po 1,5 miesiąca życia. Dojrzałość płciową uzyskują w wieku 2–3 lat. Najstarszy zaobrączkowany nur rdzawoszyi miał w chwili śmierci obrączkę założoną 23 lat i 7 miesięcy wcześniej, a kolejny rekordzista 22 lat i 11 miesięcy (w chwili odczytu był żywy).

## Pożywienie
Głównym składnikiem pokarmu są ryby (dorsz atlantycki (Gadus morhua), śledź oceaniczny (Clupea harengus), szprot (Sprattus sprattus), głowaczowate (Cottidae) oraz łososie z rodzajów Salvelinus i Salmo), uzupełniane przez mięczaki, owady, raki i inne bezkręgowce, jak też żaby.
Pokarmu szuka do 8 km od swego gniazda w słonej i słodkiej wodzie.

## Status i ochrona
W Czerwonej księdze gatunków zagrożonych Międzynarodowej Unii Ochrony Przyrody nur rdzawoszyi nieprzerwanie od 1988 roku zaliczany jest do kategorii najmniejszej troski (LC, Least Concern). W 2015 roku liczebność światowej populacji, według szacunków organizacji Wetlands International, mieściła się w przedziale około 200–600 tysięcy osobników. Globalny trend liczebności populacji uznawany jest za spadkowy.
W Polsce objęty ochroną gatunkową ścisłą. W latach 2013–2018 liczebność populacji zimującej w Polsce i na polskich wodach przybrzeżnych szacowano na 160–590 osobników.
Podobnie jak nurowi czarnoszyjemu zagraża mu zakwaszenie zbiorników na terenach lęgowych, na przykład w południowej Szwecji, a na zimowiskach – wycieki ropy.